# Никола Херцигоња
Никола Херцигоња (Винковци, 19. фебруар 1911 — Београд, 8. јула 2000) познати је југословенски композитор и музиколог. Херцигоња је објавио више од 200 музиколошких и публицистичких радова у дневној и периодичној штампи и на радију.

## Биографија
Херцигоња је студирао композицију на Музичкој академији у Загребу. Херцигоња је био истакнути просветни радник у Одељењу за народну просвету (Просветном повереништву) ЗАВНОХ-а Од 1950. до 1975. радио је као професор историје музике и музикологије на Музичкој академији у Београду. Аутор је више од 300 музичких дела различитих жанрова - од монументалних музичко-сценских дела (сценски ораторијум „Горски вијенац“, музичко-сценска визија „Планетаријом“, опера-балет „Ставте памет на комедију“, ораторијум „Јама“, „Слуга Јернеј и његово право“ до масовних песама, као што је „Свечана песма“ и „Друже Тито ми ти се кунемо“.

## Листа дела

### Оркестарска дела
- Симфонијски капричо Пан (1935)
- Успаванка (1940)
- Скице из Црне Горе (1948)
- Симфонијски плес Линђо (1952)
- Свита на теме старих дубровачких игара (1959)

### Клавирска
- Свита Вањка (1941)

### Вокална
- Кантата Горски вијенац (1951)
- Кантата Исти смо ход (1965)
- Тито то смо сви ми (1947)
- Свечана свита (1949)
- Три игре из Црне Горе и Боке (1954)
- Ву клети (1956)